# Nikolai Skomorokhov
Nikolai Mikhailovich Skomorokhov (em russo: Николай Михайлович Скоморохов; 19 de maio de 1920 - 14 de outubro de 1994) foi um ás da aviação da Força Aérea Soviética que contou com mais de 40 abates individuais de aeronaves inimigas durante a Segunda Guerra Mundial. Ele foi premiado duas vezes com o título de Herói da União Soviética e anos mais tarde tornou-se Marechal da Aviação.

## Vida inicial

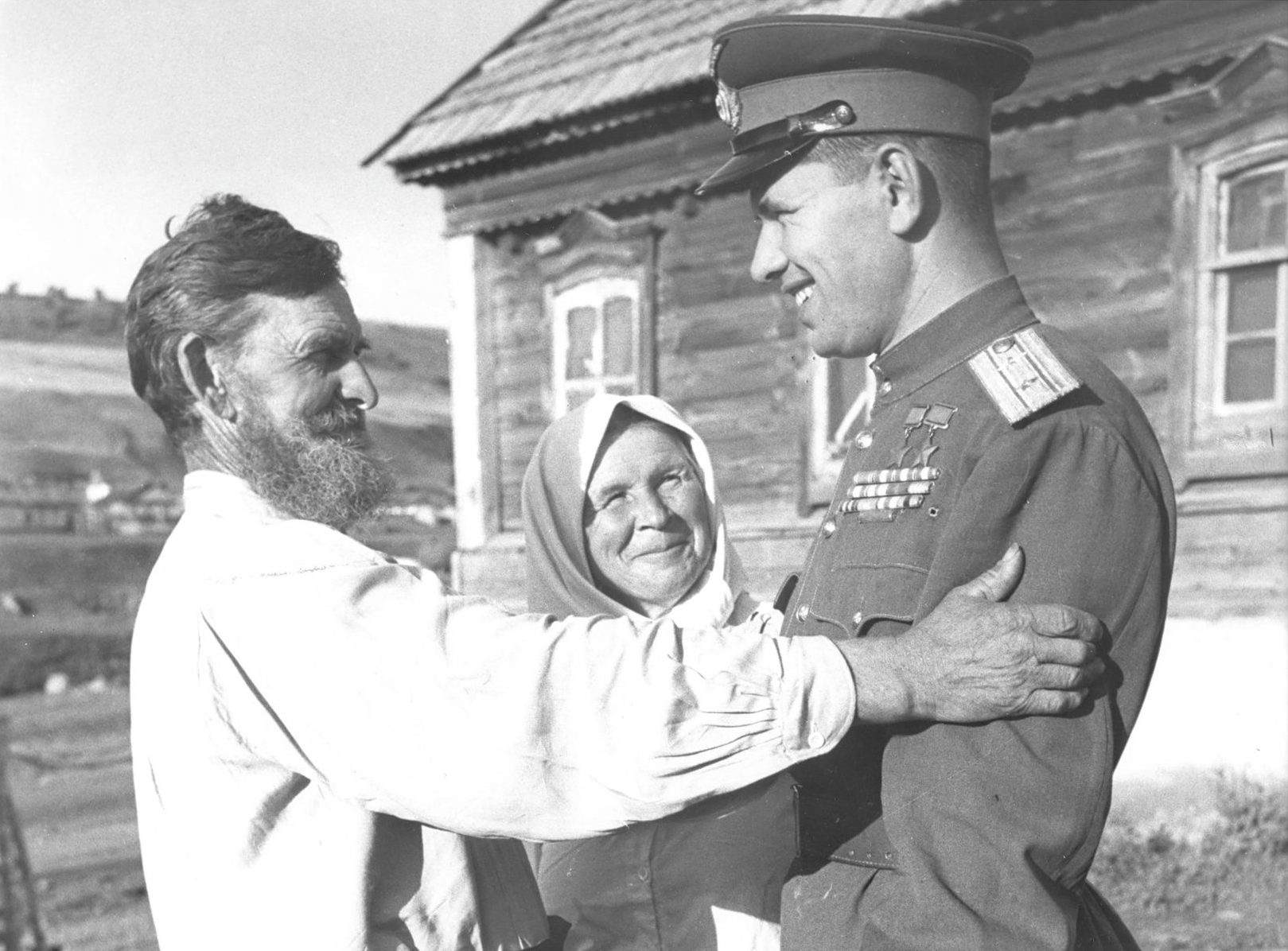
Skomorokhov junto com seus pais em sua cidade natal de Lapot, 1946

Skomorokhov nasceu em 19 de maio de 1922, em uma família de camponeses russos na aldeia de Lapot, antes da formação da União Soviética. Em 1931 mudou-se para a cidade de Astrakhan. Após concluir o ensino médio em 1935, posteriormente ingressou numa Escola profissional. Na época em que entrou na escola profissional, ele registrou em documentos que era mais velho do que realmente era, declarando ter nascido em 1920. Ao finalizar seus estudos na escola profissional trabalhou como mecânico e transformador de fábrica. Logo deu continuidade aos estudos na Escola Técnica de Astrakhan em 1939. Em 1940 completou seus estudos na escola técnica, formou-se no clube aéreo local, e em dezembro ingressou no exército. Em março de 1942 ele se formou na Escola de Pilotos de Aviação Militar de Bataysk , que havia sido realocada para Yevlakh devido à invasão alemã da União Soviética. Entre março a outubro de 1942, Skomorokhov foi designado para o 25° Regimento de Aviação de Reserva. Durante esse período realizou treinos no avião LaGG-3 em Adzhikabul, preparando-se para entrar na frente da guerra.

## Segunda Guerra Mundial

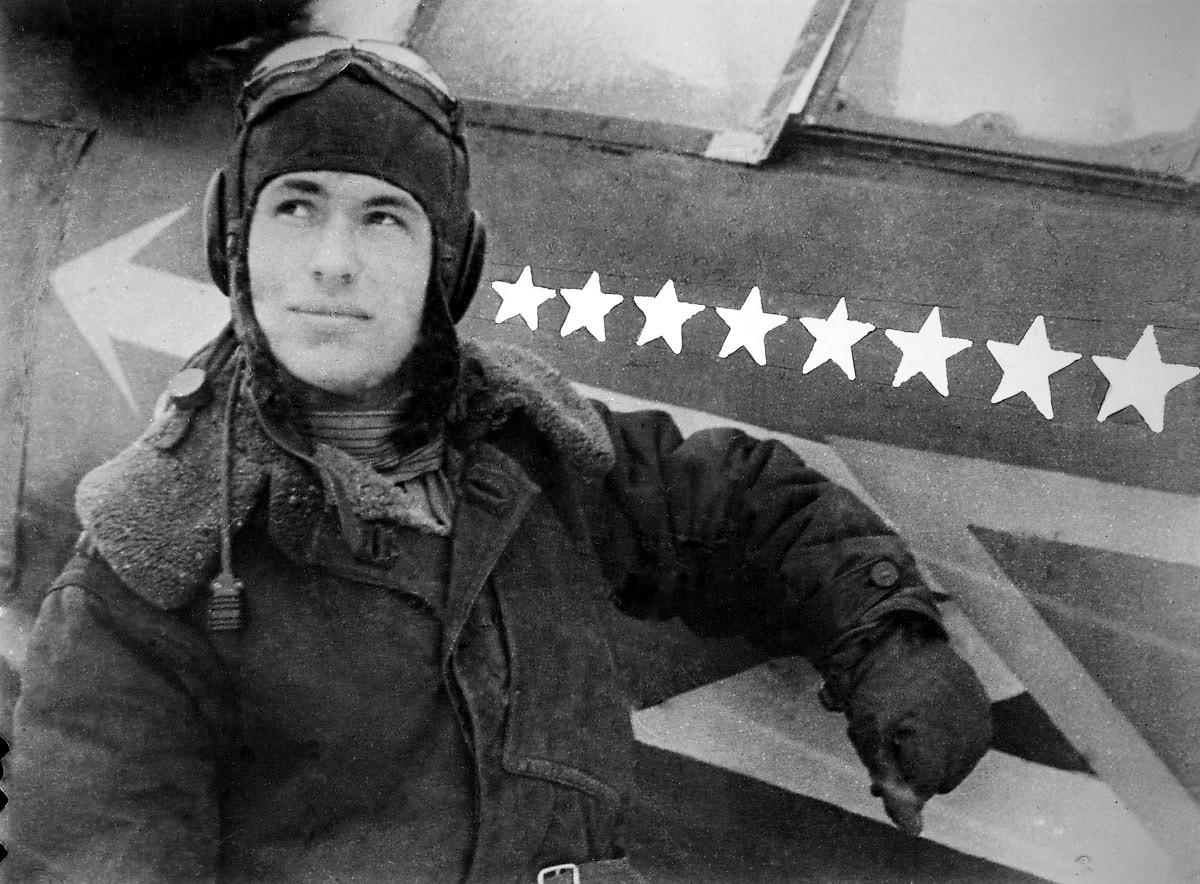
Skomorokhov ao lado do seu caça Lavochkin La-5, 1944

Skomorokhov entrou na guerra com a patente de sargento sênior como piloto júnior do 164º Regimento de Aviação de Caça da 295ª Divisão de Aviação de Caça, em dezembro de 1942. Realizou voos do campo de aviação da cidade de Avler. Ele quase não sobreviveu em uma de suas primeiras surtidas depois de ser isolado do resto de seu esquadrão e perseguido por vários caças alemães, mas suas manobras o salvaram da Luftwaffe. Em 2 de janeiro de 1943, ele marcou sua primeira vitória aérea, um abate compartilhado de um Fw 190. Foi somente em 22 de fevereiro de 1943 que ele marcou seu primeiro abate solo quando abateu um bombardeiro de mergulho Ju 87. Ele marcou mais uma vitória aérea enquanto pilotava o LaGG-33 em março antes de mudar e pilotar o La-5 . Sua primeira vitória no La-5 veio em junho, depois de abater um Me-109. Essa vitória foi recriada em um filme de propaganda soviética, que o mostrou decolando do campo de aviação e abatendo o avião inimigo logo após uma reunião sobre sua inscrição para ingressar no Partido Comunista. Ao longo do verão de 1943, ele aumentou rapidamente sua contagem de vitórias e, no final do ano, havia reivindicado 13 abates solo de aeronaves inimigas. Quando ele mudou para o La-5 na primavera de 1945, ele conseguiu obter nove abates ao longo de um mês.
Em 1944, Skomorokhov foi selecionado como vice-comandante de um "esquadrão de ases" de caça livre formado pelos melhores pilotos da 295ª Divisão de Aviação de Caça. Seus colegas lá incluíam os ases da aviação Oleg Smirnov e Anatoly Volodin, que também receberam a medalha de Herói da União Soviética. Embora o esquadrão tenha abatido dezenas de aeronaves inimigas, ele foi dissolvido após três meses de sua criação, pois os comandantes regimentais da 295ª Divisão de Aviação de Caça queriam seus ases de volta e os regimentos que eles deixaram sofreram maiores taxas de baixas em sua ausência. Depois que o esquadrão foi dissolvido, Skomorokhov foi designado em abril como vice-comandante do 1º esquadrão do 31º Regimento de Aviação de Caça, que havia trabalhado em estreita colaboração com o "esquadrão de ases" quando ele existia e compartilhava uma base aérea com eles; posteriormente ele acabou sendo promovido ao cargo de comandante do esquadrão.
Sobre a Tchecoslováquia perto de Székesfehérvár em dezembro de 1944, Skomorokhov abateu quatro aeronaves inimigas em um dia depois de liderar um ataque a um grupo de oito Fw 190 e dois Me-109 em uma missão e então atacou outro grupo de oito Fw 190 em outra missão. Durante o primeiro combate, seu ala foi abatido por um Me-109, mas na segunda missão, seu ala abateu um Fw 190. Em 28 de dezembro, ele foi condecorado com a medalha de Herói da União Soviética, que recebeu em 23 de fevereiro de 1945. Depois de realizar mais vitórias aéreas, ele recebeu uma segunda estrela de ouro em 27 de fevereiro de 1945, que foi concedida após a guerra em 18 de agosto de 1945.
Ao longo da guerra, ele voou pelo 5º e 17º Exércitos Aéreos nas frentes Transcaucasiana , Norte do Cáucaso , Sudoeste e 3ª Ucraniana , e participou de operações militares no Cáucaso, Ucrânia, Moldávia, Romênia, Bulgária, Iugoslávia, Hungria, Tchecoslováquia e Áustria. No total, ele conquistou 44 vitórias aéreas solo e três compartilhadas confirmadas, tendo realizado 605 surtidas e se envolvendo em 143 combates aéreos. Apesar das probabilidades estarem contra ele, ele nunca foi abatido ou ferido.

## Pós-guerra

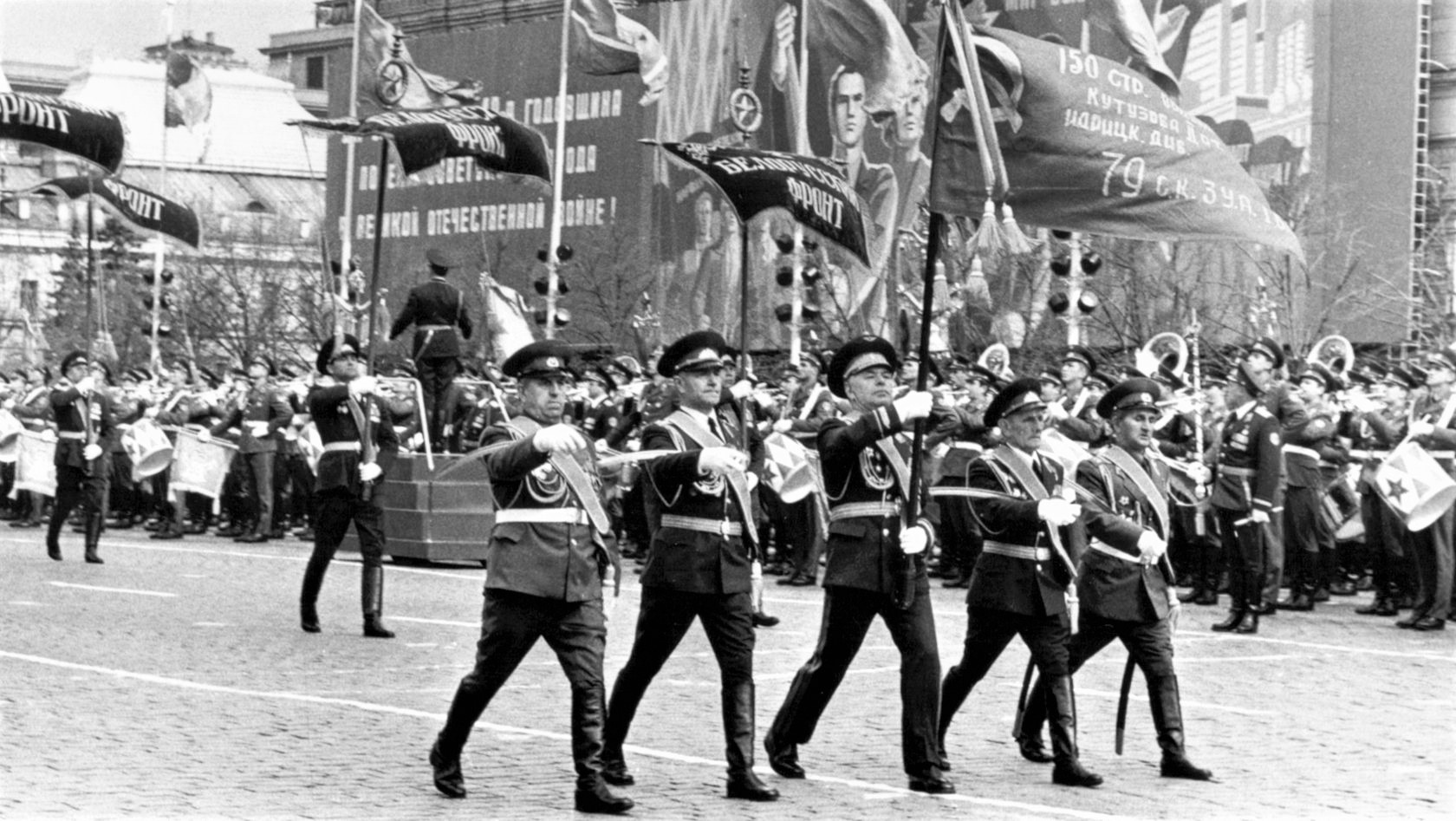
Skomorokhov carregando a Bandeira da Vitória pela Praça Vermelha no Desfile do Dia da Vitória de 1985.

Inicialmente, ele permaneceu no cargo de comandante de esquadrão no 31º Regimento de Aviação de Caça sediado na Bulgária, mas posteriormente deixou a função para se dedicar à sua formação acadêmica na Academia Militar M.V. Frunze, onde se formou em novembro de 1949. De janeiro de 1950 a maio de 1952, ele serviu como comandante do 111º Regimento de Aviação de Caça de Guardas, sediado na Ucrânia; ele então depois se tornou o vice-comandante da 279ª Divisão de Aviação de Caça antes de ser nomeado comandante da 246ª Divisão de Aviação de Caça em janeiro de 1954. Ele concluiu sua graduação na Academia Militar do Estado-Maior em 1958, sendo designado para o cargo de primeiro vice-comandante do 71º Corpo de Aviação de Caça, que integrava as forças soviéticas estacionadas na Alemanha Oriental. Ele assumiu o comando da unidade em fevereiro de 1961 e, em abril de 1968, foi promovido a comandante do 69º  Exército Aéreo, que passou a se chamar 17º Exército Aéreo em abril de 1972. Naquele ano, ele acumulou 3 500 horas de voos. Ele atuou como comandante da Academia da Força Aérea Gagarin de agosto de 1973 a outubro de 1988, período em que ascendeu ao cargo de Marechal da Aviação em 1981. Ele atuou como conselheiro do Ministério da Defesa da URSS de 1988 a 1992. Adicionalmente à sua função nas forças armadas, ele também atuou como deputado no Soviete Supremo de 1963 a 1974. Em 14 de outubro de 1994, ele faleceu em um acidente de carro em Monino e foi sepultado no Cemitério Novodevichy.